# Кашкайш-Эшторил
Кашкайш-Эшторил — (порт. Cascais e Estoril) — объединённая фрегезия (район) в муниципалитете Кашкайш округа Лиссабон крупной городской агломерации Большой Лиссабон в Португалии. Образован в 2013 году путём слияния двух районов — Кашкайш и Эшторил.
Население в 2011 году составляло 45 007 человек, площадь 29,16 км² и 64192 жителей по данным переписи 2021 года.
Кашкайш-Эшторил это вторая португальская фрегезия по числу жителей.

## История
Объединенная фрегезия была создана в 2013 году в рамках национальной административной реформы путем объединения бывших районов Кашкайш и Эшторил. Административный офис фрегезии расположен в Кашкайше.
Объединенная фрегезия также включает в себя населённые пункты Монте-Эшторил, Сан-Жуан-ду-Эшторил и Сан-Педру-ду-Эшторил.

## Демография
Численность населения, зарегистрированная в ходе переписи, составила:
| Прирост населения            | Прирост населения | Прирост населения |
| ---------------------------- | ----------------- | ----------------- |
| Год                          | Население         | %±                |
| 2001                         | 33255             |                   |
| 2011                         | 35409             | {{{6}}}           |
| * Население фрегезии Кашкайш |                   |                   |

| Прирост населения            | Прирост населения | Прирост населения |
| ---------------------------- | ----------------- | ----------------- |
| Год                          | Население         | %±                |
| 2001                         | 23769             |                   |
| 2011                         | 26399             | {{{6}}}           |
| * Население фрегезии Эшторил |                   |                   |

| Прирост населения                                 | Прирост населения | Прирост населения |
| ------------------------------------------------- | ----------------- | ----------------- |
| Год                                               | Население         | %±                |
| 2021                                              | 64192             | {{{3}}}           |
| * Население объединённой фрегезии Кашкайш-Эшторил |                   |                   |

| Распределение населения по возрастным группам | Распределение населения по возрастным группам | Распределение населения по возрастным группам | Распределение населения по возрастным группам | Распределение населения по возрастным группам | Распределение населения по возрастным группам |
| --------------------------------------------- | --------------------------------------------- | --------------------------------------------- | --------------------------------------------- | --------------------------------------------- | --------------------------------------------- |
| До объединения                                |                                               |                                               |                                               |                                               |                                               |
| Возраст                                       | 0-14 лет                                      | 15-24 лет                                     | 25-64 лет                                     | >= 65 лет                                     | Всего                                         |
| 2001                                          | 8294                                          | 7386                                          | 31472                                         | 9872                                          | 57024                                         |
| 2011                                          | 8807                                          | 6647                                          | 33455                                         | 12899                                         | 61808                                         |
| После объединения                             |                                               |                                               |                                               |                                               |                                               |
| Ano                                           | 0-14 лет                                      | 15-24 лет                                     | 25-64 лет                                     | >= 65 лет                                     | Всего                                         |
| 2021                                          | 8728                                          | 6654                                          | 32190                                         | 16620                                         | 64192                                         |

## Политика
Объединенная фрегезия Кашкайш-Эшторил управляется Жунтой де фрегезия, под руководством политика и юриста Педро Мораиш Соареша, представляющего коалицию «Вива Кашкайш»(PSD/CDS-PP).
Ассамблея фрегезии, являющаяся совещательным органом, включает 21 депутата.
Коалиция «Вива Кашкайш» представлена 12 депутатами, представляющими абсолютное большинство. Социалистическая партия имеет 4 депутата, Коалиция демократического единства имеет 2 депутата, независимое движение «Мы Кашкайш» — два голоса, Левый блок представлен одним голосом. На ассамблее были избраны 6 членов собрания фрегезии. Председателем собрания является Мануэль Базилио де Кастро из Социал-демократической партии.